# コッカーマス
コッカーマス (Cockermouth) は、イングランド・カンブリアのタウンで行政教区。行政的にはアラーデールに属している。2001年の国勢調査での人口は7,877人であった。
コッカーマスの語源は、コッカー川(River Cocker)の河口(mouth)に由来している。
歴史的に、カンバーランドの一地区であり、湖水地方の北西の端の外側に位置している。ほとんどの町の建築は、18、19世紀に中世のレイアウトが造られた建築物が残ったものである。

## 姉妹都市
- - マルブジョル, フランス

## 出身者
- ドロシー・ワーズワース - 詩人